# Félix Michelet
Félix Henri Léon Michelet (Parigi, 12 maggio 1863 – Compiègne, 24 marzo 1922) è stato un velista francese.
Partecipò, assieme al fratello minore Émile ai giochi della II Olimpiade di Parigi nel 1900 a bordo di Scamasaxe e Turquoise. Con la prima imbarcazione vinse una medaglia di bronzo nella gara olimpica della classe da mezza a una tonnellata mentre con la seconda vinse la medaglia di bronzo nella gara di classe open. Sempre con Turquoise partecipò alla gara olimpica di classe da tre a dieci tonnellate, venendo però squalificato.

## Palmarès
| Anno | Manifestazione | Sede   | Evento         | Risultato |
| ---- | -------------- | ------ | -------------- | --------- |
| 1900 | Olimpiadi      | Parigi | Classe ½-1 ton | Bronzo    |
| 1900 | Olimpiadi      | Parigi | Classe open    | Bronzo    |